# Chrysis ruddii
Chrysis ruddii  (лат.) — вид ос-блестянок рода Chrysis из подсемейства Chrysidinae.

## Распространение
Палеарктика. Европа, Малая Азия.

## Описание
Клептопаразиты ос: Ancistrocerus oviventris, Ancistrocerus parietum, Ancistrocerus scoticus, Eumenes, Odynerus spinipes и Odynerus reniformis (Vespidae).
Посещают цветы Apiaceae, Asteraceae и Euphorbiaceae. Период лёта: май — август.
Длина — 7—10 мм. Ярко-окрашенные металлически блестящие осы. Грудь и голова сине-зелёные, мезоскутум, пронотума и брюшко золотисто-красные. Тело узкое, вытянутое.